# Vuelta a España 1956
La Vuelta a España 1956, undicesima edizione della corsa spagnola, si svolse in diciassette tappe, dal 26 aprile al 13 maggio 1956, per un percorso totale di 3 531 km. Fu vinta dall'italiano Angelo Conterno per soli 13 secondi che terminò la gara in 105h37'52" alla media di 33,426 km/h davanti allo spagnolo Jesús Loroño e al belga Raymond Impanis.
La partenza e l'arrivo furono stabiliti a Bilbao, al via presero parte alla competizione 90 ciclisti mentre al traguardo finale giunsero 40 corridori. Lo spagnolo Miguel Poblet e il belga Rik Van Steenbergen si contesero gli arrivi in volata. Quest'ultimo si aggiudicò il maggior numero di frazioni con sei successi di tappa e la classica a punti. Per la prima volta la corsa a tappe spagnola vide il successo di un corridore italiano. Nino Defilippis vinse la classifica scalatori.

## Tappe
| Tappa  | Data      | Percorso                                  | km    | Vincitore di tappa  | Leader cl. generale |
| ------ | --------- | ----------------------------------------- | ----- | ------------------- | ------------------- |
| 1ª     | 26 aprile | Bilbao > Santander                        | 208   | Rik Van Steenbergen | Rik Van Steenbergen |
| 2ª     | 27 aprile | Santander > Oviedo                        | 240   | Angelo Conterno     | Angelo Conterno     |
| 3ª     | 28 aprile | Oviedo > Valladolid                       | 175   | Miguel Poblet       | Angelo Conterno     |
| 4ª     | 29 aprile | Valladolid > Madrid                       | 212   | Claude Le Ber       | Angelo Conterno     |
| 5ª     | 30 aprile | Madrid > Albacete                         | 241   | Miguel Poblet       | Angelo Conterno     |
| 6ª     | 1º maggio | Albacete > Alicante                       | 230   | Miguel Poblet       | Angelo Conterno     |
| 7ª     | 2 maggio  | Alicante > Valencia                       | 182   | Rik Van Steenbergen | Angelo Conterno     |
| 8ª     | 3 maggio  | Valencia > Tarragona                      | 249   | Rik Van Steenbergen | Angelo Conterno     |
|        | 4 maggio  | giorno di riposo                          |       |                     |                     |
| 9ª     | 5 maggio  | Tarragona > Barcellona                    | 163   | Hugo Koblet         | Angelo Conterno     |
| 10ª-1ª | 6 maggio  | Barcellona > Barcellona (cron. a squadre) | 21    | Francia             | Angelo Conterno     |
| 10ª-2ª | 6 maggio  | Barcellona > Tàrrega                      | 112   | Gilbert Bauvin      | Angelo Conterno     |
| 11ª    | 7 maggio  | Tàrrega > Saragozza                       | 238   | Rik Van Steenbergen | Angelo Conterno     |
| 12ª    | 8 maggio  | Saragozza > Bayonne (FRA)                 | 274   | Giancarlo Astrua    | Angelo Conterno     |
| 13ª-1ª | 9 maggio  | Bayonne (FRA) > Irun (cron. individuale)  | 43    | Claude Le Ber       | Angelo Conterno     |
| 13ª-2ª | 9 maggio  | Irun > Pamplona                           | 111   | Roger Walkowiak     | Angelo Conterno     |
| 14ª    | 10 maggio | Pamplona > San Sebastián                  | 195   | Rik Van Steenbergen | Angelo Conterno     |
| 15ª    | 11 maggio | San Sebastián > Bilbao                    | 225   | Nino Defilippis     | Angelo Conterno     |
| 16ª    | 12 maggio | Bilbao > Vitoria                          | 207   | Benigno Aspuru      | Angelo Conterno     |
| 17ª    | 13 maggio | Vitoria > Bilbao                          | 190   | Rik Van Steenbergen | Angelo Conterno     |
| Totale | Totale    | Totale                                    | 3 531 |                     |                     |

## Classifiche finali

### Classifica generale - Maglia gialla
| Pos. | Corridore           | Squadra     | Tempo      |
| ---- | ------------------- | ----------- | ---------- |
| 1    | Angelo Conterno     | Italia      | 105h37'52" |
| 2    | Jesús Loroño        | Spagna      | a 13"      |
| 3    | Raymond Impanis     | Belgio      | a 1'54"    |
| 4    | Federico Bahamontes | Spagna      | a 3'27"    |
| 5    | Rik Van Steenbergen | Belgio      | a 7'48"    |
| 6    | Miguel Chacón       | Pirenaico   | a 8'30"    |
| 7    | Gilbert Bauvin      | Francia     | a 19'18"   |
| 8    | Brian Robinson      | Suiza-Mixto | a 8'42"    |
| 9    | José Serra Gil      | Pirenaico   | a 23'38"   |
| 10   | Manuel Rodríguez    | Cantabro    | a 24'55"   |

### Classifica a punti - Maglia azzurra
| Pos. | Corridore           | Squadra | Punti |
| ---- | ------------------- | ------- | ----- |
| 1    | Rik Van Steenbergen | Belgio  | 98    |
| 2    | Gilbert Bauvin      | Francia | 187   |
| 3    | Angelo Conterno     | Italia  | 231   |

### Classifica scalatori - Maglia verde
| Pos. | Corridore           | Squadra    | Punti |
| ---- | ------------------- | ---------- | ----- |
| 1    | Nino Defilippis     | Italia     | 26    |
| 2    | Federico Bahamontes | Spagna     | 19    |
| 3    | Antonio Suárez      | Centro-Sur | 17    |

### Classifica a squadre
| Pos. | Squadra | Tempo      |
| ---- | ------- | ---------- |
| 1    | Spagna  | 316h33'46" |